# Бойко, Владимир Петрович
Владимир Петрович Бо́йко (укр. Бойко Володимир Петрович; 1928—2002) — советский инженер-технолог полиграфического производства.

## Биография
Родился 7 февраля 1928 года в Красове (ныне Волынская область, Украина). С 1950 года работал в полиграфической промышленности. В 1962 году окончил Львовский полиграфический институт им. Ивана Фёдорова.
С 1976 года — главный инженер предприятия РВО «Полиграфкнига».
Как соруководитель авторской группы решал технические и технологические проблемы, связанные с подготовкой и выпуском книг К. Маркса и Г. Димитрова; впервые внедрена на Украине технология фотонабора.
Умер 6 июля 2002 года в Киеве.

## Награды и премии
- Государственная премия УССР имени Т. Г. Шевченко (1983) — за внедрение новых принципов конструирования, оформления и полиграфического исполнения произведений классиков марксизма-ленинизма и выдающихся деятелей коммунистического и рабочего движения (К. Маркс «Капитал», «Гражданская война во Франции», «И всё-таки она вертится!»)[1].